# NGC 3067
NGC 3067 é uma galáxia espiral barrada (SBab) localizada na direcção da constelação de Leo. Possui uma declinação de +32° 22' 12" e uma ascensão recta de 9 horas, 58 minutos e 21,5 segundos.
A galáxia NGC 3067 foi descoberta em 7 de Dezembro de 1785 por William Herschel.